# Бескровный, Василий Матвеевич
Васи́лий Матве́евич Бескро́вный (1908—1978) — советский востоковед-индолог и педагог, составитель большого хинди-русского словаря.

## Биография
В 1926 году поступил на индийское отделение Ленинградского восточного института, который окончил в 1930 году. В 1932 году был принят в штат Института востоковедения на должность младшего научного сотрудника.
С одобрения академиков С. Ф. Ольденбурга и А. П. Баранникова (и под руководством последнего) В. М. Бескровный составил хинди-русскую и русско-хинди картотеку словаря общественно-политической терминологии. Перед войной В. М. Бескровный работал над составлением большого хинди-русского словаря по плану Ново-индийского кабинета Института востоковедения под руководством академика А. П. Баранникова. Одновременно, преподавал в 1936—1938 годах — в Восточном институте, в 1938—1941 — в Ленинградском университете.
25 марта 1942 года В. М. Бескровный был эвакуирован из Ленинграда в Кисловодск. После освобождения Кавказа он был вызван дирекцией Института востоковедения на работу в Ташкент на должность младшего научного сотрудника. 8 сентября 1943 года В. М. Бескровный защитил диссертацию на соискание ученой степени кандидата филологических наук по теме «Урду-русский словарь». 22 декабря 1943 года переведён на должность старшего научного сотрудника.
В 1945—1956 годах он вновь — преподаватель Ленинградского университета, а в 1963—1965 и 1969—1970 годах преподавал в Московском университете. Вновь работал в 1956—1978 годах в Институте востоковедения.
В. М. Бескровный положил начало изучению в СССР наследия Премчанда: статьи «„Борьба“ — социальная драма Премчанда» (1947), «Премчанд. 1880—1936» (1949). Составил «Урду-русский» и «Хинди-русский» словари.

## Публикации
- Бескровный В. М. Краснодембский В. Е. Урду-русский словарь. — М., 1951. (с русской транскрипцией)
- Хинди-русский словарь. — М., 1953. (с русской транскрипцией)
- Русско-хинди словарь. — М., 1957. (с русской транскрипцией)
- Хинди-русский словарь. В двух томах. Около 75 000 слов / Сост. А. С. Бархударов, В. М. Бескровный, Г. А. Зограф, В. П. Липеровский. Под ред. В. М. Бескровного. — М.: Советская энциклопедия, 1972.